# Haruka Kitaguchi
Haruka Kitaguchi (jap. 北口 榛花, Kitaguchi Haruka; * 16. März 1998 in Asahikawa) ist eine japanische Leichtathletin, die sich auf den Speerwurf spezialisiert hat und nationale Rekordhalterin in dieser Disziplin ist. 2024 wurde sie in Paris Olympiasiegerin und kürte sich im Jahr zuvor in Budapest zur Weltmeisterin.

## Sportliche Laufbahn
Erste internationale Erfahrungen bei internationalen Meisterschaften sammelte Haruka Kitaguchi 2015 bei den Jugendweltmeisterschaften in Cali, bei denen sie mit neuer Bestleistung von 60,38 m die Goldmedaille gewann. Ein Jahr später qualifizierte sie sich für die Juniorenweltmeisterschaften im polnischen Bydgoszcz, bei denen sie im Finale mit 52,15 m den achten Platz belegte. 2017 nahm sie an der Sommer-Universiade in Taipeh teil und wurde dort mit einer Weite von 56,30 m Zehnte. Zwei Jahre später gewann sie bei den Studentenweltspielen in Neapel mit 60,15 m die Silbermedaille hinter der Litauerin Liveta Jasiūnaitė. Anschließend nahm sie an den Weltmeisterschaften in Doha teil und schied dort mit 60,84 m in der Qualifikation aus. 2021 startete sie bei den Olympischen Spielen in Tokio und gelangte dort mit 55,42 m im Finale auf den zwölften Platz.
Seit 2019 lebt und trainiert Kitaguchi in Tschechien. In der Kleinstadt Domažlice, wo sie von David Sekerák trainiert wird, wurde ihr nach ihrem Triumph bei den Olympischen Spielen 2024 unmittelbar nach Rückkehr aus Paris am 12. August 2024 ein herzlicher Empfang bereitet.
2022 siegte sie mit 61,20 m beim Kinami Michitaka Memorial Meet und anschließend mit 63,93 m beim Seiko Golden Grand Prix sowie mit 61,97 m bei zwei Events in Tschechien, Kladno hází a Kladenské Memoriály. Daraufhin siegte sie mit 63,13 m beim Meeting de Paris und gewann dann bei den Weltmeisterschaften in Eugene mit 63,27 m im Finale die Bronzemedaille hinter der Australierin Kelsey-Lee Barber und Kara Winger aus den Vereinigten Staaten. Im August siegte sie mit 65,10 m beim Memoriał Kamili Skolimowskiej und wurde anschließend beim Herculis mit 62,37 m Zweite, wie auch beim Memorial Van Damme mit 63,45 m, ehe sie bei Weltklasse Zürich mit 63,56 m Dritte wurde. Anfang Oktober siegte sie mit 62,57 m bei der Denka Athletics Challenge. Im Jahr darauf siegte sie mit 64,50 m beim Mikio Oda Memorial Athletics Meet sowie mit 64,43 m beim Michitaka Kinami Memorial Athletics Meet. Im Juni siegte sie mit 65,09 m beim Meeting de Paris sowie anschließend mit 63,72 m beim Ostrava Golden Spike. Daraufhin wurde sie bei der Athletissima mit 63,34 m Zweite und siegte dann mit neuem Landesrekord von 67,04 m beim Memoriał Kamili Skolimowskiej sowie mit 62,52 m bei Spitzen Leichtathletik Luzern. Im August reiste sie als Favoritin zu den Weltmeisterschaften in Budapest und sicherte sich dort mit 66,73 m im letzten Versuch die Goldmedaille. Im Oktober 2023 wurde sie als eine von elf Sportlerinnen für die Auszeichnung als Welt-Leichtathletin des Jahres 2023 nominiert. 2024 siegte sie mit 62,97 m bei der Diamond League Shanghai sowie mit 63,45 m beim Seiko Golden Grand Prix und mit 60,47 m beim Ostrava Golden Spike. Im Juli siegte sie mit 65,27 m beim Herculis und im August siegte sie bei den Olympischen Spielen in Paris mit einem Wurf auf 65,80 m. Zudem siegte sie im September mit 66,13 m beim Memorial Van Damme und sicherte sich damit den Gesamtsieg der Diamond League.
In den Jahren 2019 und 2021 sowie 2022 und 2024 wurde Kitaguchi japanische Meisterin im Speerwurf.